# Psychotria setistipulata
Psychotria setistipulata là một loài thực vật có hoa trong họ Thiến thảo. Loài này được (R.D.Good) E.M.A.Petit miêu tả khoa học đầu tiên năm 1964.